# أندي سيغال
أندي سيغال (بالإنجليزية: Andy Segal)‏ هو لاعب بلياردو الجيب ‏ أمريكي، ولد في 14 أبريل 1968 في كوينز في الولايات المتحدة.